# André Guerrier
André Guerrier   (Le Havre, 22 d'octubre de 1874 - 8 de desembre de 1948) va ser un regatista francès que va competir a començaments del segle xx.
El 1924 va prendre part en els Jocs Olímpics de París, on va guanyar la medalla de bronze en la regata de 8 metres del programa de vela, a bord del Namoussa, junt a Louis Bréguet, Pierre Gauthier, Robert Girardet i Georges Mollard.